# Гудков, Александр Владимирович
Алекса́ндр Влади́мирович Гудко́в (род. 24 февраля 1983, Ступино, Московская область) — российский актёр, юморист, телеведущий, шоумен, сценарист, видеоблогер и актёр озвучания и дубляжа. Участник и креативный директор проекта «Comedy Woman». Был капитаном команды КВН «Фёдор Двинятин». Участник творческого коллектива телепередачи «Вечерний Ургант».

## Биография

### Ранние годы
Родился 24 февраля 1983 года в Ступине Московской области. Окончил школу № 1 г. Ступино, Российский государственный технологический университет имени К. Э. Циолковского по специальности «Материаловедение». По собственному признанию, никогда не работал по специальности за исключением практики во время учёбы в вузе.

### КВН
Впервые попал в КВН в 1999 году, когда в его школе был организован турнир между 10-ми и 11-ми классами. Его игру за выпускников заметили, после чего он оказался в сборной Ступина. Играл за команды «Стихийное бедствие», «Семейка-2» вместе с сестрой Натальей. С командой «Фёдор Двинятин» стал бронзовым призёром Высшей лиги КВН 2009 года.
В 2011 году принимал участие в игре первой 1/8 Премьер-лиги КВН в составе команды «Сега Мега Драйв 16 бит», а также в 2012 году в первой 1/2 Премьер-лиге КВН в составе команды «Общага».
Периодически гастролирует с «Фёдором Двинятиным».

### «Comedy Woman»
Входил в число сценаристов юмористической программы «Comedy Woman» на ТНТ. Впоследствии принимал участие в нескольких номерах с Наталией Медведевой, коллегой по «Фёдору Двинятину», затем выступал сольно.
С 17 апреля 2010 года по 20 февраля 2011 года был ведущим реалити-шоу «Смех в большом городе».

### Первый канал
В 2010—2013 годах был постоянным участником и соведущим популярных шоу «Первого канала» «Yesterday Live» («Рубрика о моде») и «Вечерний Ургант». В «Вечернем Урганте» Александр являлся голосом за кадром, соведущим Ивана Урганта за боковой стойкой (до 28 июня 2013 года, после его заменил сначала Александр Олейников, потом — Дмитрий Хрусталёв), различных музыкальных и разговорных рубрик: «Дамский клуб», «Клуб высокая талия», «Музыкальная студия Александра Гудкова», «Уроки самообороны от Бориса Тигра», во время олимпийских выпусков — «История зимних видов спорта на Руси» и другие). Благодаря «Музыкальной студии Александра Гудкова» раскрыл свой потенциал в качестве сценариста к музыкальным клипам российских звёзд и пародии на клипы различных исполнителей. В связке с участниками передачи работает в команде под названием «Быстрые лисы» (Fastfoxes).

### Другие работы
- «Смех в большом городе» — ведущий с 17 апреля 2010 года по 20 февраля 2011 года на СТС.
- «Незлобин и Гудков» (2010) — один из ведущих, соведущий — Александр Незлобин на телеканале «MTV Россия».
- «Женщина года Glamour 2013» — ведущий (с Иваном Ургантом на СТС).
- «Вот такое утро» на ТНТ (2014) — ведущий. Формат передачи считается не имеющим аналогов: ведущие обсуждают несерьёзные вещи с очень серьёзным видом и наоборот[1].
- С апреля по сентябрь 2020 года — ведущий юмористического шоу «Бой с гёрлс» на телеканале «Пятница!» (вместе с Екатериной Варнавой).
- «Cyberpunk 2077» — актёр русского озвучания пистолета с искусственным интеллектом «Скиппи».
- В 2021 году — ведущий телешоу «Ты — топ-модель» на ТНТ.

### YouTube
Один из главных действующих лиц видеоканала «Чикен Карри», выпускавшего юмористические шоу «Лига плохих шуток» (2017—2018; известные участники рассказывают друг другу плохие шутки), «Comment Out» (2019—2020; известные участники пишут другим известным личностям неприличные комментарии) и «Подземелья Чикен Карри» (2020—по н. в.; известные участники играют в настольную ролевую игру по типу D&D).

### Бизнес
С 2012 года Александр Гудков работает в качестве актёра озвучания и русского дубляжа.
В сентябре 2013 года с Андреем Шубиным и Назимом Зейналовым открыл мужскую парикмахерскую «Boy Cut» на «Красном Октябре», а в мае 2014 — и вторую, на Маросейке.
В 2018 году российские блогер Александр Гудков и предприниматели Андрей Шубин и Назим Зейналов приобрели франшизу Surf Coffee.

### Общественная позиция
В феврале 2022 года выступил против вторжения России на Украину. Оно началось в день его 39-летия.

### «Я узкий»
30 августа 2022 года Гудков выложил на YouTube песню «Я узкий» — пародию на песню «Я русский» певца Shaman'а. На следующий день Артур Шлыков, лидер Гражданского комитета России, написал заявление в прокуратуру для «рассмотрения возможности возбуждения уголовного дела в отношении российского шоумена Александра Владимировича Гудкова по статье 282 УК РФ» под предлогом, что «в названной пародии может быть умысел <…> унижения достоинства людей, относящих себя к русским патриотам».

Против Гудкова началась такая кампания, будто он задел главную скрепу России сейчас.
— Мария Борзунова, Fake News
Депутат Госдумы Сергей Соловьёв в связи с выходом пародии сказал, что «Против русского мира развёрнуты настоящие не только экономическая и политическая война, но и духовная, против русской культуры».
Журналист Илья Шепелин на ютуб-канале «Популярная политика» назвал критиков пародии «Я узкий» — «квасными патриотами» и «любителями оскорбиться чувствами». Также журналист обратил внимание, что пародию необоснованно восприняли «как издевательство над всем русским народом, а не над песенкой Шамана».
Музыкальный критик и журналист Отар Кушанашвили назвал пародию «Я узкий» несмешной: «это никчемушное и никакое чувство юмора». Музыкальный критик Евгений Бабичев также низко оценил пародию, назвав её ширпотребом и попыткой «словить хайп».
Литературный и музыкальный критик Ян Шенкман отмечает «… „Я узкий“. Онтологически оно восходит к двум источникам. Первый — расистская поговорка „русский в жопе узкий“. И таким же отвратительным был бы клип Гудкова, если бы он смеялся над русскостью или патриотизмом. Но он смеется исключительно над идиотизмом. Это его профессия, на то он и комик. Второй источник — знаменитая фраза Достоевского "Нет, широк человек, слишком даже широк, я бы сузил", которую либеральная общественность трактует как „Широк <русский> человек, я бы сузил“. Интересно, как спустя полтора века ее разыграли в лицах: Shaman размахнулся вширь, Гудков — сузил».

## Фильмография

### Актёрские работы
| Год  |   | Название                            | Роль                                                 |
| ---- | - | ----------------------------------- | ---------------------------------------------------- |
| 2005 | ф | Ночь в стиле Disco                  | камео                                                |
| 2013 | ф | Похабовск. Обратная сторона Сибири  | Эрнест Самуилович, директор московского PR-агентства |
| 2020 | ф | Марафон желаний                     | аферист                                              |
| 2020 | ф | Чума!                               | Филипп                                               |
| 2022 | ф | Орёл и решка. Кино                  | Александр, режиссёр                                  |
| 2022 | ф | Молодой человек                     | врач                                                 |
| 2022 | ф | Происшествие в стране Мульти-Пульти | Петух                                                |

### Дубляж
| Год  |    | Название                | Роль                                         |
| ---- | -- | ----------------------- | -------------------------------------------- |
| 2012 | мф | Ральф                   | Мастер Феликс-младший                        |
| 2013 | с  | Школьные хроники Анжелы | Анжела, главная героиня (закадровый перевод) |
| 2014 | с  | Джона с острова Тонга   | Джона Такалуа (закадровый перевод)           |
| 2015 | ф  | 7 дней в аду            | половина мужчин (закадровый перевод)         |
| 2018 | мф | Ральф против интернета  | Мастер Феликс-младший                        |
| 2019 | мф | Волшебный парк Джун     | бобёр Гас                                    |
| 2021 | мф | 100% волк               | Фоксвелл Крипп                               |

### Озвучивание
| Год       |    | Название                          | Роль |
| --------- | -- | --------------------------------- | --- |
| 2014      | мф | Снежная королева 2: Перезаморозка | Тролль-глашатай |
| 2017—2020 | мс | Четверо в кубе                    | Жёлтый Кубик / другие Кубики (с 29 серии «Путешествие») / Фиолетовый Пират Кубик (49 серия «Парк радости») / Колобки (50 серия «Кубо-фильм») |
| 2018—2021 | мс | Простоквашино                     | телеведущий (13 серия «Магазин на лежанке» и 37 серия «Хейтер»), диктор (47 серия «Ночные гости»)                                            |
| 2019      | мс | Куми-Куми                         | рассказчик (16 и 17 серии) |
| 2020      | мф | Я это уже видел                   | худой пожарный (1 серия) |
| 2020—2022 | мс | Кошечки-Собачки                   | Адам (4—75 серии) |
| 2020      | мс | Герои Энвелла                     | Себя, рекламный ролик магазина «Василёчки» (44 серия «Кунсткамера»)                                                                          |
| 2022      | мф | Финник                            | Мафин |
| 2022      | мф | Щелкунчик и волшебная флейта      | страус Красный Клюв |

### Видеоклипы
Гудков является креативным продюсером и сценаристом многих видеоклипов и музыкальных рубрик, в которых также снимается в эпизодических ролях. В основном, это часть выпусков телепередачи «Вечерний Ургант», но существуют и полноценные клипы к песням некоторых исполнителей:
| Год  | Название клипа                                                        | Примечание                                                                          | Роль                                    |
| ---- | --------------------------------------------------------------------- | ----------------------------------------------------------------------------------- | --------------------------------------- |
| 2012 | Саша Гудков тоже плачет                                               | Пародия на заставку к сериалу «Богатые тоже плачут»                                 | Сценарист, главная роль                 |
| 2012 | Поздравление с днём ОМОНа                                             | Пародия на песню Рианны «S&M»                                                       | Сценарист, главная роль                 |
| 2013 | Яичко всмятку                                                         | Видеоклип с участием Сергея Лазарева                                                | Сценарист, эпизодическая роль           |
| 2013 | Принц эстрады                                                         | Пародия на клип wil.i.am и Бритни Спирс Scream & Shout                              | Сценарист, эпизодическая роль           |
| 2013 | Ног                                                                   | Пародия на песню Vogue Мадонны и телепередачу «Время» с Анной Шатиловой             | Сценарист, эпизодическая роль           |
| 2014 | Письмо                                                                | Пародия на песню Децла                                                              | Сценарист, эпизодическая роль           |
| 2015 | К юбилею Моби                                                         | Пародия на песню Why Does My Heart Feel So Bad? с участием Михаила Шуфутинского     | Сценарист, эпизодическая роль           |
| 2016 | Экспонат                                                              | Пролог-пародия к клипу «Экспонат» группы «Ленинград»                                | Сценарист, эпизодическая роль           |
| 2017 | Мос-ква-Ленд                                                          | Пародия на открывающую сцену из мюзикла «Ла-Ла Ленд»                                | Сценарист, эпизодическая роль           |
| 2017 | Тает лёд. Музыкальный прогноз погоды от профессора Александра Беляева | Пародия на клип «Тает лёд» группы «Грибы»                                           | Сценарист, эпизодическая роль           |
| 2017 | Советы как правильно кормить птиц                                     | Пародия на рекламу онлайн-казино от Вити АК-47                                      | Сценарист, эпизодическая роль           |
| 2017 | Советы грибникам                                                      | Пародия на клип Фараона «Дико, например»                                            | Сценарист, эпизодическая роль           |
| 2017 | Розовомалиновое вино                                                  | Пародия на клип «Розовое вино» с участием И. Урганта, Федука, Ю. Дудя, И. Николаева | Сценарист, эпизодическая роль           |
| 2017 | Lucky Stranger                                                        | Клип на одноимённую песню Сергея Лазарева                                           | Сценарист, эпизодическая роль           |
| 2018 | Цвет настроения синий                                                 | Клип на одноимённую песню Филиппа Киркорова                                         | Сценарист, эпизодическая роль           |
| 2018 | Забытые спортсмены                                                    | Видеоклип с участием олимпийских спортсменов                                        | Сценарист, эпизодическая роль           |
| 2018 | Пьяная любовь                                                         | Клип на одноимённую песню Димы Билана и Полины                                      | Сценарист, эпизодическая роль           |
| 2018 | Уйди, но останься                                                     | Клип на песню группы Cream Soda                                                     | Сценарист, главная роль                 |
| 2018 | Африка                                                                | Клип на одноимённую песню группы СБПЧ                                               | Главная роль                            |
| 2018 | Слэмятся пацаны                                                       | Клип на одноимённую песню Little Big & РУКИ ВВЕРХ!                                  | Сценарист, главная роль                 |
| 2019 | Сверкайте Катя                                                        | Клип на одноимённую песню группы UMA2RMAN                                           | Эпизодическая роль                      |
| 2019 | Comment out на колёсах                                                | Совместно с Alyona Alyona                                                           | Главная роль                            |
| 2019 | KANYE                                                                 | Клип для Тимура Родригеза                                                           | Сценарист, эпизодическая роль           |
| 2019 | Разбегаюсь                                                            | Клип на одноимённую песню Муси Тотибадзе                                            | Эпизодическая роль                      |
| 2019 | Про белые розы                                                        | Клип на одноимённую песню Димы Билана                                               | Креативный продюсер, эпизодическая роль |
| 2019 | Никаких больше вечеринок                                              | Клип для музыкальной группы Cream Soda                                              | Сценарий, эпизодическая роль            |
| 2019 | Тектоник                                                              | Музыкально-драматическая новелла                                                    | Автор, главная роль                     |
| 2019 | Часы                                                                  | Клип для музыкальной группы «Самое большое простое число»                           | Главная роль                            |
| 2020 | Плачу на техно                                                        | Клип для музыкальных групп Cream Soda & «Хлеб»                                      | Эпизодическая роль                      |
| 2020 | Hypnodancer                                                           | Клип группы Little Big                                                              | Эпизодическая роль                      |
| 2020 | Трогать безопасно                                                     | Совместно с AURA                                                                    | Главная роль                            |
| 2020 | Тебя                                                                  | Клип Муси Тотибадзе                                                                 | Эпизодическая роль                      |
| 2020 | В.О.Л.К.                                                              | Клип Муси Тотибадзе                                                                 | Главная роль                            |
| 2020 | Boom Boom                                                             | Клип Loboda и Pharaoh                                                               | Креативный продюсер                     |
| 2020 | Сноб                                                                  | Совместно с DJ Groove                                                               | Главная роль                            |
| 2020 | Dancer                                                                | Клип Vladimir Cauchemar и Alyona Alyona                                             | Главная роль                            |
| 2020 | S*ck My D*ck 2020                                                     | Клип группы Little Big                                                              | Главная роль                            |
| 2021 | Аквадискотека                                                         | Совместно с группой Cream Soda                                                      | Главная роль                            |
| 2021 | Розовый фламинго                                                      | Клип Алёны Свиридовой и Cream Soda                                                  | Автор, эпизодическая роль               |
| 2021 | Подожгу                                                               | Клип группы Cream Soda                                                              | Автор, продюсер, главная роль           |
| 2022 | Я узкий                                                               | Пародия на песню Shaman «Я русский»                                                 | Главная роль                            |